# ワット・タイラーの乱
ワット・タイラーの乱（ワット・タイラーのらん、Wat Tyler's Rebellion）は、1381年にイングランドで起きた反乱である。英語では「Peasants' Revolt（「農民反乱」の意）」と呼ぶことが多い（「Great Rising」とも呼ばれる）。また起きた年が1381年であることから、単に「1381年の農民反乱」と言われることもある。反乱の原因としては、1340年代の黒死病によって引き起こされた社会的、経済的および政治的な緊張、フランスとの百年戦争に起因する過酷な税金、およびロンドン市民の間の内部対立など、さまざまなものが挙げられる。
反乱の発端は、1381年5月30日のエセックスで役人ジョン・バンプトンがブレントウッドで未払いの人頭税を徴収しようとしたことだった。彼への反抗から始まった民衆の蜂起はイングランド南東部に急速に広がった。各地の職人や村の役人を含む広い階級の人々が抗議のために立ち上がり、裁判所の記録を燃やし、刑務所の囚人を解放した。反乱軍は税金の削減、農奴制の廃止および国王リチャード2世の王立評議会と法廷の高官の解任を要求した。
急進的な聖職者ジョン・ボールの説教に触発され、ワット・タイラーが率いるケントの反乱軍の代表団はロンドンに進軍した。イングランド軍のほとんどはロンドンから離れた国外またはイングランド北部におり、当時14歳だったリチャードはロンドン塔に立てこもることしかできなかった。6月13日、ロンドンに入った反乱軍は多くの首都の市民と合流し、刑務所を攻撃し、サヴォイ宮殿を破壊し、テンプルの法律書と建物に火を放ち、複数の政府の関係者を殺害した。翌日、リチャードはマイルエンドで反乱軍に会い、農奴制の廃止を含む彼らの要求のほとんどに同意した。その間、反乱軍はロンドン塔に侵入し、大法官のサイモン・サドベリーと財務長官のロバート・ヘイルズ (Robert Hales) を殺害した。
6月15日、リチャードはスミスフィールドでタイラーと反乱軍に再び会った。 会談の最中にロンドン市長のウィリアム・ウォルワースらによってタイラーは殺害された。リチャードは反乱軍を説得し、ウォルワースが反乱軍に対抗する民兵を集める時間を稼いだ。速やかにロンドンの秩序は回復に向かい、リチャードは以前の反乱軍の要求に対する同意を撤回した。反乱はイースト・アングリア全域にも広がり、ケンブリッジ大学が攻撃され、多くの政府関係者が殺害された。6月25日か26日にノース・ウォルシャムの戦いでノリッジ司教ヘンリー・デスペンサーが反乱軍を破ったことで反乱は鎮静化されていった。
反乱の影響は北はヨーク、ビバリー (イングランド)、スカーブラ、西はサマセットまで及んだ。リチャードは秩序を回復するために4,000人の兵士を動員した。反乱軍の指導者のほとんどは追跡されて処刑され、11月までに少なくとも1,500人の反乱軍関係者が殺害された。
ワット・タイラーの乱は多くの学者たちにとって重要な研究対象とされてきた。反乱についての解釈は、長年にわたって変化して続けており、一時期は英国史における決定的瞬間とも見なされていた。この反乱は後に議会がフランスでの軍事作戦のために追加の税金を徴収することを思いとどまらせ、百年戦争の行方に大きな影響を与えた。反乱は作家のウィリアム・モリスらによって社会主義文学の題材として広く用いられ、1980 年代の人頭税(コミュニティ・チャージ)の導入をめぐる議論に影響を与えるなど、イギリスの左派にとって有力な政治的象徴であり続けている。

## 反乱の背景と原因

### 経済的動揺
ワット・タイラーの乱の一因は、14世紀の経済的および社会的動乱である。14世紀初頭、イングランド人の大部分は地方の経済圏で働き、郊外の町や都市に食料を供給することで大規模な国際貿易を支えていた。イングランドの大部分で各地の荘園単位で生産活動が組織され、ジェントリや教会を含む地方領主によって管理され、荘園裁判所のシステムによって統治されていた。人口の一部は不自由な農奴であったが、その割合はイングランド全体でばらつきがあり、南東部では農奴制は比較的まれであった。一部の農奴は生まれつき不自由な身分であり、地元の領主の同意なしに荘園を離れて他の場所で働くことができなかった。また、農地の保有契約の一部として、自由の制限を受け入れた農奴も存在した。
1348年、黒死病として知られる疫病がヨーロッパ本土からイングランドに侵入し、短期間で人口の推定50%が失われた。多くの農民が死亡したことは、労働力が需要をはるかに下回り、土地が過剰供給に陥ったことを意味した。農民は労働の対価としてより多くの見返りを請求できるようになり、労働闘争の結果として賃金は急激に上昇した。その結果、地主の利益は損なわれ、町の貿易、商業、金融ネットワークは危機に瀕した。
政府は非常事態法、1349年の1349年の労働者条例、1351年の労働者法を可決することで混乱に対応した。これらは黒死病以前の水準に賃金を固定しようと試み、仕事を拒否したり既存の契約を破ったりすることを犯罪にし、違反者に罰金を科した。法律上これらの規則は、より高い賃金を求める労働者と競争相手と争って労働者を獲得しようとする雇用主の両方に適用されるはずだったが、実際には労働者にのみ適用され、かなり恣意的な運用が行われていた。法律は1361年に強化され、罰則に焼印と投獄が含まれるようになった。王立政府によるこのような介入や、明白に民衆からの評判を無視して地方の地主と手を組むことはそれまでにないことだった。
これらの試みにもかかわらず、イングランドの農民の経済的成長は続いた。以前は禁止されていた専門職に就く労働者や、雇用主から別の雇用主へと渡り歩く者、裕福な家庭の使用人になる者が現れた。これらの変化は、首都ロンドンという大都市に近いイングランド南東部全体で強く見られた。地方領主は農奴が荘園を離れることを阻止する権利を持っていたが、荘園裁判所で他の荘園での労働を拒否された農奴はしばしば判決に従わず脱走した。賃金は上昇を続け、1340年代から1380年代にかけて農村労働者の購買力は約40%増加した。

### 戦争と財政危機

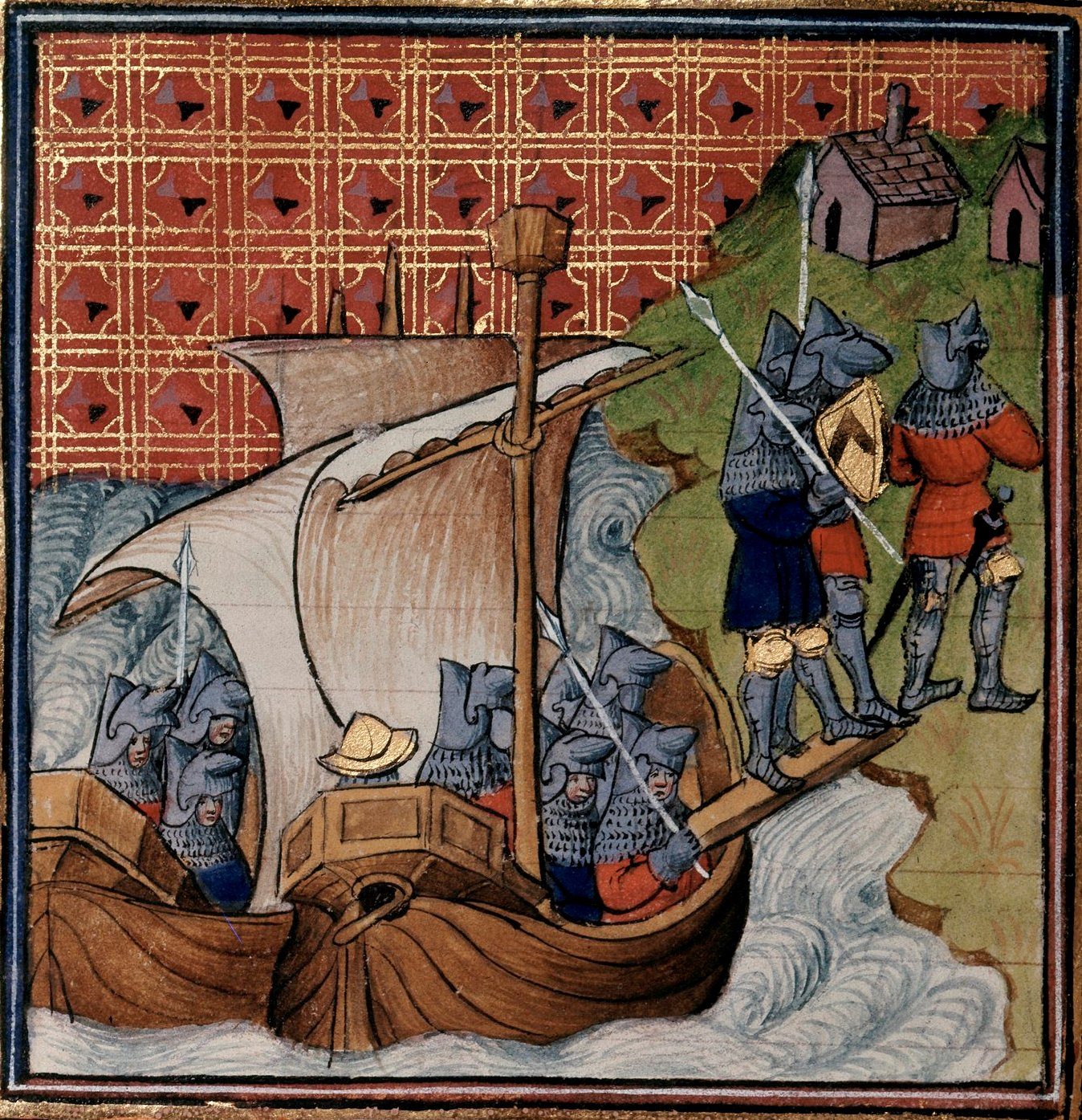
1380-1400年ごろ、百年戦争の最中にノルマンディーに上陸するイングランド軍

ワット・タイラーの乱のもう一つの要因はフランスとの戦争である。1337年、イングランド王エドワード3世は自身の有するフランス王位請求権などを理由に、後に百年戦争として知られる戦争を開始した。イングランドが決定的な勝利を得られぬうちにフランス王シャルル5世による反撃が始まり、戦争は長期化した。1370年代までに、大陸のイングランド軍は軍事的および財政的に大きな圧力を受けていた。たとえばカレーとブレストの守備隊だけでも維持費として年間36,000ポンドの費用がかかっており、戦線全体ではわずか6か月で50,000 ポンドを消費する可能性があった。エドワードは1377年に死亡し、当時まだ10歳だった孫のリチャード2世が王位を継いだ。
リチャードを支える評議会は最も有力な叔父であったジョン・オブ・ゴーントと、多くの祖父の元高官たちが中心であった。彼らはフランスとの戦争を継続するための多額の費用を捻出するべく財政的な課題に取り組んだ。14世紀の間に議会を通して幾度も新たな税金が課されていった。厄介なことに税金を管理する公式統計は黒死病以前のものであり、当時の地域社会の大きな変動を反映しておらず、効果的な税金の徴収がますます困難になっていた。
エドワードの死の直前に議会は人頭税と呼ばれる新しい課税形態を導入した。これは14 歳以上のすべての人に4ペンスの割合で課され、夫婦には控除が加えられるものであった 。以前の徴税よりも広い層に戦争の負担を分散させるように設計されたこの課税形態は強い不満を持たれたが、22,000ポンドの税収をもたらした。戦局の悪化に伴い更に多くの戦費が必要となったため、第二、第三の人頭税が承認された。これらの人頭税は多くの反感を買い、南東部の多くの人々が脱税を目的として戸籍登録を拒否した。王立政府は1381年3月に新たに検査官を任命し、納税を拒否した人々を探し出すべく各地の村や町の役人を尋問した 。主にイングランドの南東部と東部での捜査チームの並外れた権力と各方面への干渉は、税金をめぐる緊張をさらに高めた。

### 抗議活動と政府当局
反乱が勃発する1381年に至るまでの数十年間は、民衆の間で不満が溢れ困難に満ちた時代だった。ロンドンは取り分け不穏な活動の中心となっており、市民の間での政治的団体の活動はしばしば当局にも警戒心を抱かせた。ロンドン市民は首都における王室法権の拡大、特にロンドンの司法権をめぐって市当局と競合し始めたサザークのマーシャルシー裁判所の権限の増大に憤慨した。市民たちは外国人、特にフランドルからの移民である織工たちにも不満を抱えていた。ロンドン市民はジョン・オブ・ゴーントにも反感を持っていた。なぜなら彼はロンドンの大衆から異端者と見なされていた宗教改革者ジョン・ウィクリフの庇護者だったためである。ジョン・オブ・ゴーントはロンドンの上流階級とも対立しており、市長を国王が任命した人物に置き換えようとしていると噂されていた 。ロンドンの上流階級自身も、政治権力をめぐる悪質な内部闘争を繰り広げていた。このように1381年のロンドンは不安定で分裂した状態にあった。
一方で特に南東部の農村社会は、農奴制を運営し伝統的な罰金や徴税を課してくる荘園裁判所に不満を持っていた。これらの裁判所を運営する地主たちが、評判の悪い労働法を執行したり、王室政府の裁判を行ったりしてきたことも彼らの不満を掻き立てた。農村部の上流階級の多くは役職に就くことを拒否し、裁判所の運営を妨害し始めた。裁判所に押収された家畜が所有者によって奪還され、法務官が暴行を受けることもあった。多くの人にとって、「問題は国の法律そのものではなく、法律を運用する人々にあった」と歴史家のミリ・ルービンは述べている。
これらの社会の動揺への懸念は広く共有されていた。ウィリアム・ラングランドは1380年ごろに、法を尊重し領主のために懸命に働く農民を称賛する一方で、より高い賃金を要求して貪欲に動き回る労働者を批判する詩「農夫ピアズの幻想」を書いた。詩人のジョン・ガワーは、瞑想する者の鏡(Mirour de l'Omme) と叫ぶ者の声(Vox Clamantis) の二つの詩によって、将来の反乱に対して警告した。新たにやってきた労働者が町にもたらす脅威と使用人が主人に背く可能性を恐れるモラル・パニックが起こった。1359年に移民を扱う新しい法律が導入され、既存の共謀罪がより広く適用されるようになり、反逆罪法が拡張されて主人や夫を裏切った使用人や妻も含まれるようになった。1370年代にはフランス軍がイングランドに侵攻した場合、農村が侵略者に寝返るのではないかという懸念が持たれていた。
高まった不満は次第に公然とした抗議活動へと繋がっていった。1377年、イングランド南東部と南西部で「Great Rumour」と呼ばれる事件が発生した。 団結した農村部の労働者はドゥームズデイ・ブックを根拠に領主のために働くことを拒否し、法廷と国王に不服を申し立てたが鎮圧された。また、ロンドンでも緊張状態が波及し、ジョン・オブ・ゴーントがリンチされかける事態が生じた。混乱は 1380 年に再び増加し、イングランド北部と西部のシュルーズベリーとブリッジウォーターの町で抗議と騒動が起こった。1381年初頭には新たな税への抗議の暴動が続き、ヨークで蜂起が発生して市長のジョン・デ・ギズボーンが罷免された 。1381年5月にイングランドを襲った大嵐は更なる変化と動乱の前兆として受け止められ、民心の動揺を一層悪化させた。

## 反乱の経緯

### 反乱の始まり

#### エセックスとケント
エセックスにおける反乱は5月30日に人頭税の不払いを調査するために検査官であるジョン・バンプトンがやってきたことから始まった。彼はブレントウッドに拠点を置き、6月1日に近隣の町の代表者を呼び出して不足額を伝え、埋め合わせを要求した。現れた人々は団結しており、古い弓と棒で武装していた。バンプトンが最初にフォビングの人々を尋問すると、代表であるトーマス・ベイカーは彼の村はすでに税金を収めており、それ以上の金は出せないと宣言した。バンプトンと2人の警官がベイカーを逮捕しようとした時、民衆は暴動を起こした。バンプトンはロンドンまで逃げることができたが、陪審員として付き従っていた3人の事務官とブレントウッドの町民数人が殺された。
蜂起した民衆たちはこの知らせを周辺地域に広め、数日のうちに反乱の勢いは急速に拡大していった。6月4日、反乱軍はボッキングに集まり、そこで今後の方針について議論したようである。そしておそらく数千人のエセックスの反乱軍がロンドンに向けて進軍した。一部の反乱軍は元牧師であったジョン・ローウェの指導の下、近隣のサフォークに向かって北上し、反乱を広げようとした。
近隣のケントでも反乱が勃発した。王家との関係も深いサイモン・デ・バーリー卿は、ロバート・ベリングというケントの住民が、彼の地所の1つから逃亡した農奴であると主張していた 。バーリーは、ベリングが住むグレイブセンドに2人の警官を送り、彼を拘束した。グレイブセンドの地元の廷吏とベリングは、多額の金を見返りに訴えの取り下げを求めたが拒否され、ベリングはロチェスター城に投獄された 。これに怒った民衆はメードストンの刑務所を襲撃し、6月6日にロチェスターに向かった。その勢いを前にロチェスター城を警備する衛兵は抵抗せず降参し、ベリングは解放された。
ケントの群衆の一部はこれで解散したが、残りは更に反乱を続けた。この時に反乱軍はワット・タイラーを指導者としていた。タイラーのそれ以前の人生についてはほとんど知られていない。年代記によれば、彼はエセックス出身で、フランスで射手として戦った経験があり、カリスマ的で有能な指導者だったとされている 。何人かの年代記者は、彼が反乱の政治的目的を形成する中でも重要な立場にあったと信じている。同時期のケントの反乱軍の指導者としてジャック・ストローの名も現れているが、彼が実在の人物なのか、それともワット・タイラーやジョン・ローウェの偽名なのかは定かではない。
タイラーとケントの反乱軍はカンタベリーに進み、6月10日に抵抗を受けることなく入城した. 。反乱軍は不在のカンタベリー大司教サドベリーを解任し、大聖堂の修道士たちに反乱の大義への忠誠を誓わせた。彼らは嫌われている王立評議会と関係のある施設を攻撃し、市内で反乱への敵対が疑われる人物を捜索して処刑した. 。刑務所が開かれ、囚人は解放された。その後タイラーの指揮の下反乱軍は翌朝カンタベリーを離れ、ロンドンへと進軍した。

#### 首都への進軍

15世紀に描かれた反乱軍を鼓舞する聖職者ジョン・ボール。ワット・タイラーは左手前の赤色の人物

ロンドンへのケント反乱軍の進軍は、エセックス、サフォーク、ノーフォークでの反乱軍の動きと連携していたようである。反乱軍は、棒、戦斧、古刀、弓などで武装していた。ケントの反乱軍は6月12日、首都のすぐ南東にあるブラックヒースに到着した。
6月10日の夜、反乱の知らせがウィンザー城に滞在する王に届いた。彼は翌日テムズ川を下ってロンドンに向かい、ロンドン塔の強力な要塞に立てこもった。王の母親であるジョーン・オブ・ケント、サドベリー大法官、財務長官ロバート・ヘイルズ卿、アランデル伯、ソールズベリー伯、ウォリック伯、その他何人かの上級貴族も加わっていた。ロチェスター司教のトーマス・ブリントンが率いる代表団がロンドンから派遣され、反乱軍への説得を試みた。
ブラックヒースでは、ジョン・ボールが集まった反乱軍に有名な演説を行った。ボールはケント出身の著名な司祭で急進的な説教者であり、タイラーと密接な関係にあった 。ボールは群衆に向かって「アダムが耕しイヴが紡いだとき、誰がジェントリだったのか？」 と雄弁に訴えかけた。そして反乱軍のスローガンとして「リチャード王とイングランドの忠実なる民と共に」を提唱した。このフレーズは、農奴制への反対と王と臣民を隔てる教会と国家の支配者層との対立を強調する一方で、反乱軍が国王の顧問たちよりも王権と国王リチャードに「忠実」であることを訴えた.。反乱軍はロチェスター司教の説得を退け、進軍の準備をした 。
反乱への対処について、ロンドン塔で議論が行われた。国王の手元にある軍事力は乏しく、城の守備隊、王直属の護衛、そしてせいぜい数百人の兵士しかいなかった。経験豊富な将軍の多くはフランス、アイルランド、ドイツに分散しており、最も近い主要な軍隊はイングランド北部でスコットランドへの警戒にあたっていた。当時の法律では国王だけが各地の民兵を召喚したり、反逆者や犯罪者を合法的に処刑したりできるとしており、領主自身の権限で反乱を鎮圧しようとすることを抑制していたため、彼らの協力にも期待できなかった。ブラックヒースでの交渉の失敗を受けて、国王自身がテムズ川の南側にあるグリニッジで反乱軍と交渉すると決定した 。リチャードは4隻のはしけに守られて6月13日の朝にロンドン塔から出航し、対岸の反乱軍の群衆と接触した。リチャードは上陸を望まず、反乱軍は王が上陸するまで交渉に入ることを拒否したため交渉は決裂し、王は空しく塔に戻った。

### ロンドン占領

#### 市街地への侵入
- A – クラーケンウェル
- B – 聖ヨハネ修道院
- C – スミスフィールド
- D – ニューゲート及びフリート刑務所
- E – サヴォイ宮殿
- F – テンプル教会
- G – ブラックフライアーズ
- H – アルドゲイト
- I – マイルエンド
- J – ウェストミンスター
- K – サザーク
- L – マーシャルシー刑務所
- M – ロンドン橋
- N – ロンドン塔

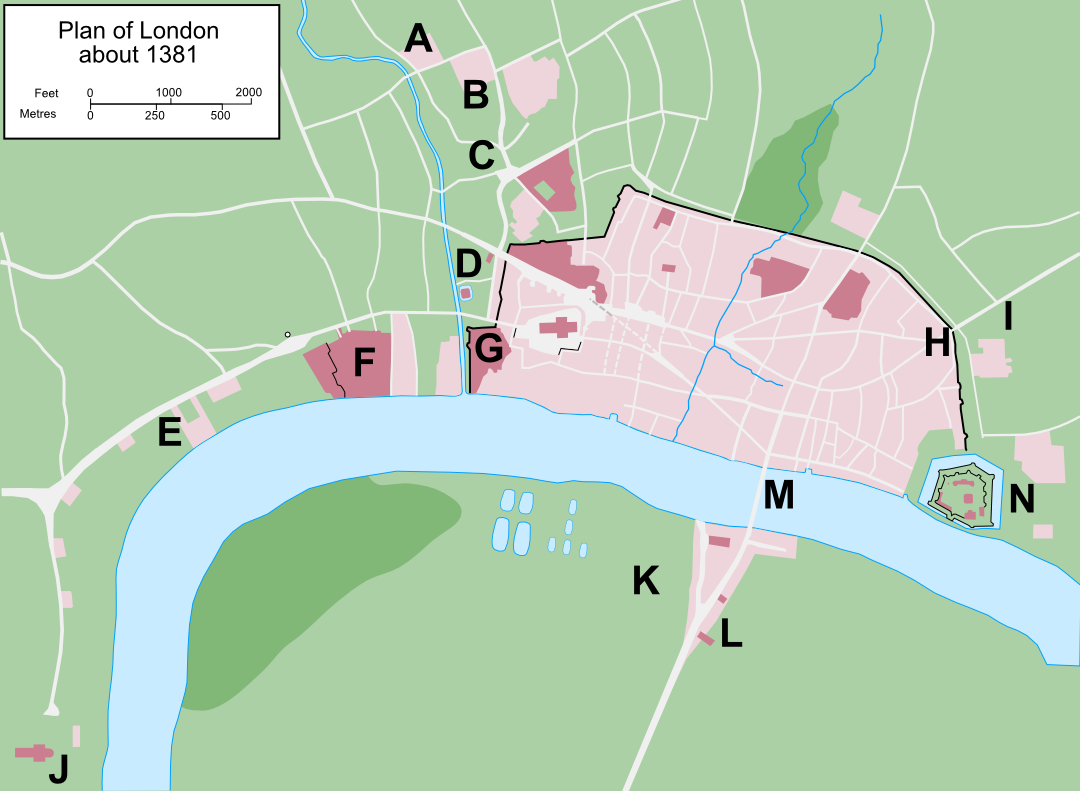
1381年当時のロンドンの地図:

反乱軍は6月13日の午後、サザークからロンドン橋を渡り始めた。ロンドン橋の守りは反乱軍への同調あるいは恐怖によって内側から開放され、反乱軍は市内に進軍した.。同時に、エセックスからの反乱軍は市街の北側にあるアルドゲイトに向かっていた。反乱軍は市街の中心部を西に掃討し、アルドゲートが開かれてエセックス軍が迎え入れられた。
ケント反乱軍は、国王に引き渡しを要求し処刑すべき人物の広範にわたるリストを作っていた。リストにはジョン・オブ・ゴーント、サドベリー大法官、ヘイルズ財務長官などの国家の中心人物たちや、王立評議会の他の主要メンバー、反乱の発端であるバンプトン、そして他の政府の嫌われている人物の名前が並んでいた。反乱軍はサザークのマーシャルシー刑務所を攻撃した。この頃にはケントとエセックスの反乱軍に多くの反抗的なロンドン市民も加わっていた。フリート刑務所とニューゲート刑務所が群衆に襲われ、フランドル移民も反乱軍の標的となった。
ロンドンの北側では、反乱軍はスミスフィールドや、ヘイルズが率いる聖ヨハネ騎士団のイングランド本部であるクラーケンウェル小修道院に迫り、修道院は近くの荘園とともに破壊された。フリート・ストリートに沿って西に向かう反乱軍は、聖ヨハネ騎士団が所有する建物とオフィスの複合施設があったテンプルを攻撃した 。中にあった本や書類は持ち出されて路上で燃やされ、建物は破壊された。
次にフリート・ストリートに沿って攻撃されたのは、ジョン・オブ・ゴーントが所有する巨大で豪華なサヴォイ宮殿であった。公式の見積もりではそこにあった財産の価値は約 10,000 ポンドとされる。宮殿内部は反乱軍によって徹底的に破壊され、自らを「泥棒や強盗ではなく、真実と正義の熱狂者」であると自認していた反乱軍は貴重品類をほとんど盗み出すことなく打ちこわし、建物の残骸に火を放った。 夕方、反乱軍に包囲されたロンドン塔から国王は街全体に燃え広がる炎を見た。

#### マイルエンドでの会談とロンドン塔占拠

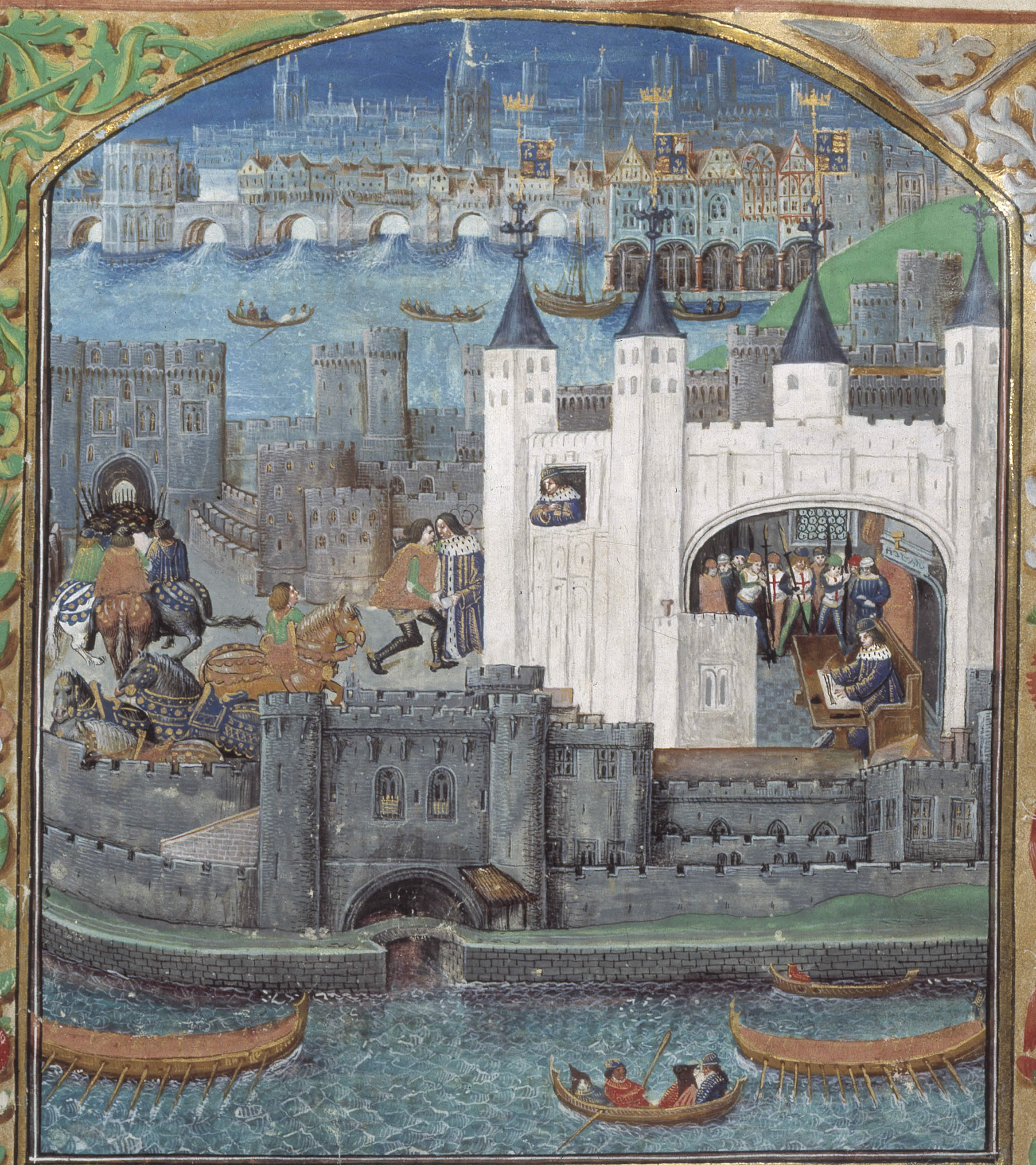
15世紀後半のロンドン塔とそのキープであるホワイト・タワー

6月14日の朝、群衆はテムズ川に沿って西に進み、ウェストミンスター周辺の役人の家を燃やし、ウェストミンスター刑務所を解放した。その後、彼らはロンドン中心部に戻り、さらに多くの建物に火を放ち、ニューゲート刑務所を襲撃した。フランドル移民への襲撃は続き、フラマン語の訛りを持つ者は殺害された。歴史家のロドニー・ヒルトンは、これらの攻撃は、フランドル出身の織工の商業的競争相手であったロンドンの織工ギルドによって仕組まれていた可能性があると主張している。
ロンドン塔内部で孤立していた王立政府は、急激な事態の変化にショックを受けていた。王はその朝城を出て、ごく少数の護衛だけを連れてロンドン東部のマイルエンドでの反乱軍と交渉に赴いた。マイルエンドで誰が反乱軍の代表者だったのかは不明だが、彼らは国王にさまざまな要求を提出した。処刑リストに掲載された人物の引き渡し、農奴制の廃止、そして反乱軍に対する大赦などである。リチャードは、農奴制の廃止を認める勅許状を発行し、それはすぐに全国に広まり始めた。彼は処刑リスト掲載者を引き渡すことは拒否し、代わりに必要な正義を個人的に実行すると約束した。
リチャードがマイルエンドにいる間に、ロンドン塔は反乱軍に占領された。この部隊は、マイル エンドでタイラーの下で活動していた部隊とは別であり、おそらく深夜に城に接近したと見られる。門がリチャードの帰還を受け入れるために開かれたところに、約400人の反逆者の群衆が要塞に乱入し、おそらく警備兵も恐怖に陥り抵抗しなかった。中に入ると、反乱軍は主要な標的を捜索し、ホワイトタワーのチャペルでサドベリー大司教とロバート・ヘイルズを発見し、タワー・ヒルに連行して斬首した。彼らの首は、街中を引きまわされた後にロンドン橋に晒された。ジョン・オブ・ゴーントの息子である後のヘンリー4世も処刑されかけたが、近衛兵の執り成しに救われた。城内は鎧と王室の身の回りの道具を徹底的に略奪された。
攻撃の後、リチャードは塔に戻らず、ロンドン南西部のブラックフライアーズにある彼の宮殿の1つであるグレート・ワードローブに移動した。そこで彼は軍事司令官であるアランデル伯をサドベリーの後任として任命し、反乱軍に対する優位を取り戻すための計画を立て始めた。エセックスの反乱軍の多くは国王の約束に満足して解散し始め、タイラーとケント軍が残された 。タイラーの部下はその夜も街を周り、ジョン・オブ・ゴーントの使用人や、外国人、司法関係者を探し出し、殺害した。

#### スミスフィールドでの会談

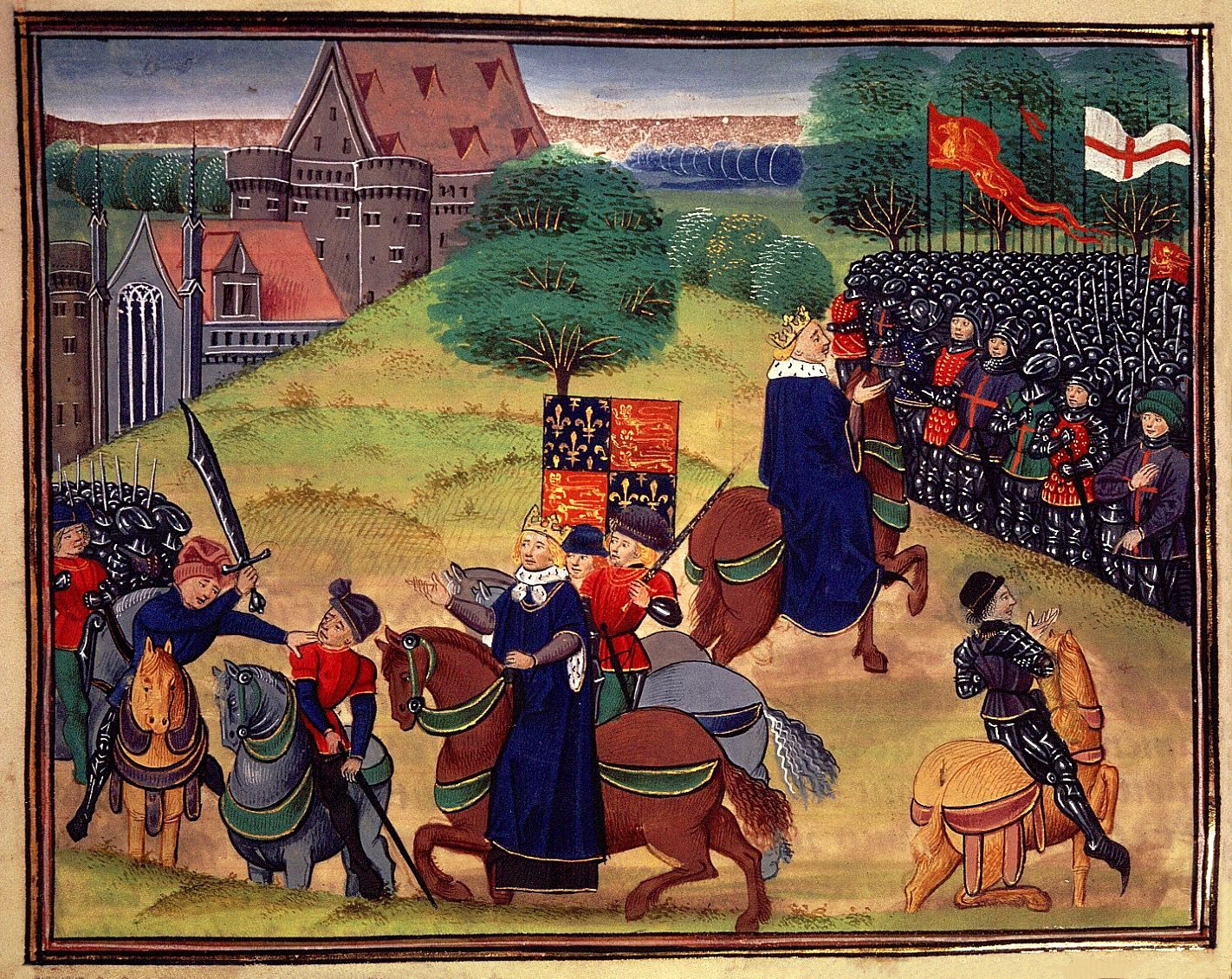
14世紀後半のウィリアム・ウォルワースによるワット・タイラー殺害の描写。 王は2箇所に描かれ、事件が展開するのを見守り(左)、群衆に語り掛けている (右)。 大英図書館、ロンドン。

6月15日、王立政府と、前日の勅許状に満足できなかった残りの反乱軍は、城壁のすぐ外にあるスミスフィールドで会合することに同意した。ロンドンの混乱は続いており、反乱軍はバラバラに街を歩き回っていた。リチャードは会合に出かける前に、ウェストミンスター寺院で祈りを捧げた。この後の事件についての年代記の記述は細部に差異が見られるが、大まかな流れについては一致している。国王とその一行は屈強な重騎兵を含めて少なくとも200名で、スミスフィールドの東にある聖バーソロミュー修道院の外に陣取り、何千人もの反乱軍が西側に集結した 。
リチャードが群衆の中からタイラーを呼び寄せると、タイラーは王に対しては馴れ馴れし過ぎる態度で挨拶し、リチャードを「兄弟」と呼び、彼に友情を約束した。リチャードが前日の勅許状の調印後もタイラーと反乱軍がまだロンドンを離れない理由を尋ねると、タイラーは怒り、さらなる勅許状の作成を要求した。タイラーは無礼にも軽食を要求し、これが提供されると立ち去ろうとした。
その後、タイラーと何人かの王の使用人との間で口論となった。タイラーは国王に向かって不穏な行動を見せ、ロンドン市長ウィリアム・ウォルワースが介入するために前に出て、王室の兵士が飛びかかった。ウォルワースあるいはリチャードがタイラーの逮捕を命じ、抵抗するタイラーに対し、ウォルワースが反撃して彼を刺した。王室の従兵であるラルフ・スタンディッシュは、タイラーを剣で繰り返し刺し、止めを刺した。
状況は不安定になり、反乱軍は弓矢を構え、更なる暴動に発展する可能性が高いように見えた。リチャードは群衆に向かって前進み出て、スミスフィールドから離れてクラーケンウェル・フィールズまでついてくるよう説得することに成功した。その間、ウォルワースは市内からの援軍に支えられて事態を収拾し始めた。タイラーの首は切り落とされて柱に晒され、指導者の死と王立政府を支持するロンドンの民兵の反撃によって、反乱は崩壊し始めた。リチャードはすぐにウォルワースと主だった支持者たちの功績に対してナイトの称号を与えた。

### 他の地域での反乱

#### イングランド東部
反乱がロンドンで展開している間、ジョン・ローウェが率いる部隊はサフォークに向かった。ローウェの指揮下で発展したイングランド東部での反乱はロンドンと同規模にまで達するものであった。政府当局は反乱にほとんど有効な抵抗をすることができなかった。ロンドンや南東部と同様に、これは主要な軍事指導者の不在と当時の法律が原因であったが、他に地元で採用された兵士たちが暴動に加担した可能性も指摘されている。
6月12日、ローウェはオーヴァーホールにあるリチャード・ライオンズ卿の所有地を攻撃し、翌日サフォーク西部のキャベンディッシュとベリー・セント・エドマンズに進んだ。裕福なベリー・セント・エドマンズ修道院長であるジョン・ケンブリッジは町で嫌われており、ロウは町民と共に修道院を襲撃し、院長を殺害した。反乱軍の小さな一団が北のセットフォードに行進して金を巻き上げ、別の一団は王立裁判所長官でケンブリッジ大学総長のジョン・キャベンディッシュ卿を追跡し、レイクンヒースで捕らえて殺害した。 ジョン・バティスフォードとトーマス・サンプソンは6月14日にイプスウィッチ近くで反乱を起こした。彼らは抵抗なく町を占領し、大執事と地方税務官の財産を略奪した。暴動はさらに広がり、多くの財産が攻撃され、地方裁判所の記録が焼き払われた。
ロンドンでの事件が報じられた6月13日遅く、ハートフォードシャーのセント・オールバンズで反乱が起こり始めた。セント・オールバンズでは、町とこの地域で広範な特権を持っていた修道院との間で長期にわたる対立があった。6月14日、ウィリアム・グリンデコッベ率いる町民の一団がロンドンに行き、修道院の権利を廃止するよう訴えた。当時まだ市を支配していたワット・タイラーは、修道院に対して直接的な行動を起こす権限を彼らに認めた。グリンデコッベと反乱軍がセント オールバンズに戻ると、修道院長はすでに逃亡していた。反乱軍は修道院の監獄をこじ開け、敷地の境界を示すフェンスを破壊し、町の広場で修道院の記録を焼き払った。修道院に対する反乱は数日のうちに広がり、郡全体で修道院の資産と財務記録への破壊活動が行われた。

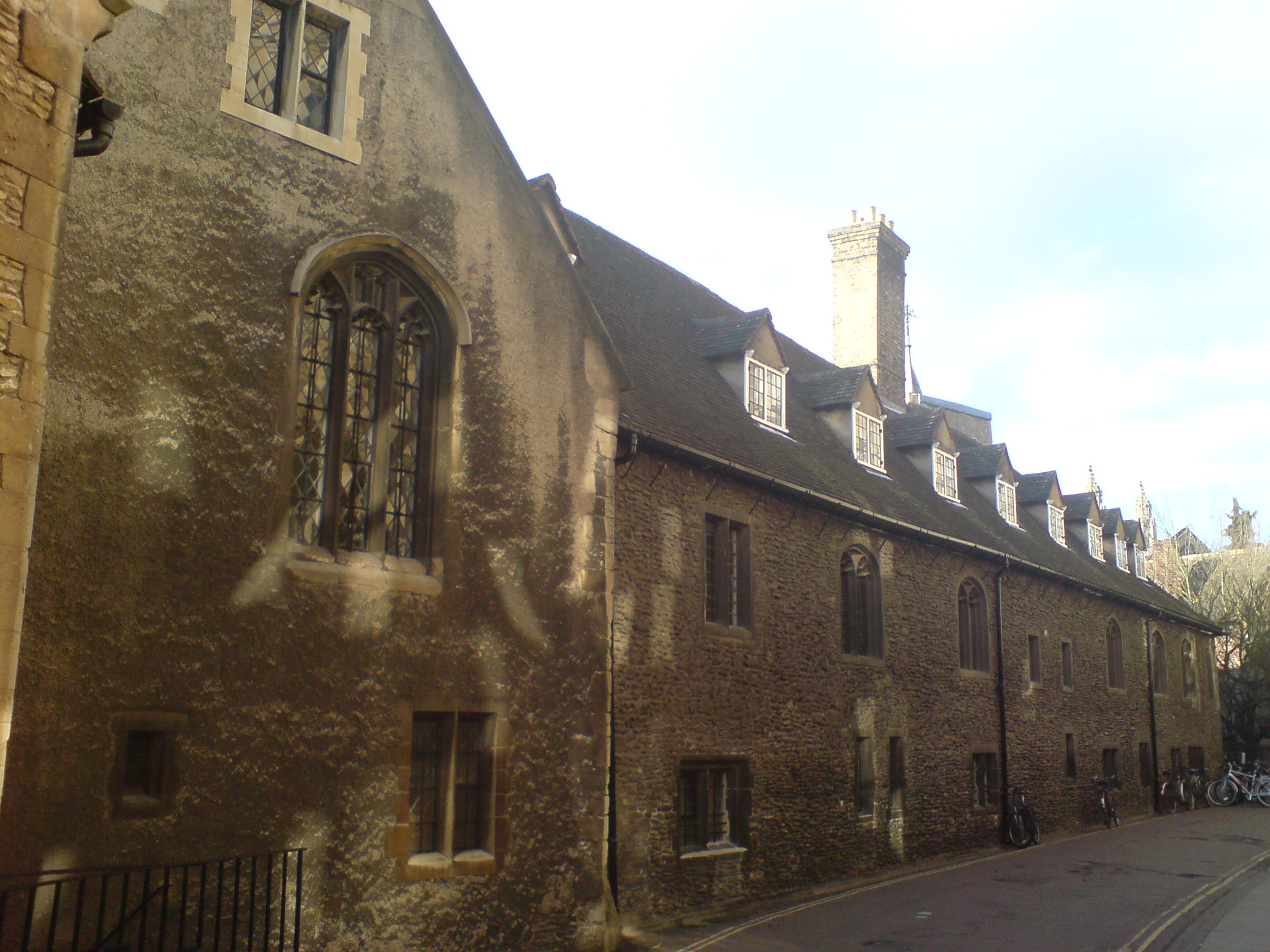

6月15日、ケンブリッジシャーで反乱が勃発した。反乱にはローウェのサフォーク反乱軍の他に、ロンドンでの暴動に関与していたジョン・グレイストンや、地元のジェントリであるジェフリー・コブとジョン・ハンチャクなどが関わっていた。ケンブリッジ大学は司祭を雇い王室からの特権を享受していたため、町の他の住民から広く嫌われていた 。反乱はケンブリッジ市長も支援し、大学を主な標的としていた。反乱軍は、ジョン・オブ・ゴーントとつながりのあるコーパス・クリスティ・カレッジと大学の教会を略奪した。大学の蔵書と記録は町の中心部で焼かれ、文書が燃えている間。マージェリー・スターレが暴徒を率いて、「Away with the learning of clerks, away with it!」という叫び声に合わせて踊った。翌日、大学は新しい憲章の交渉を余儀なくされ、王室から受けた特権を放棄した。その後、反乱はケンブリッジからイーリーに向かって北に広がり、そこで刑務所が解放されて、治安判事が処刑された。
ノーフォークでは、織工のジェフリー・リトスターと、サフォークの反乱軍と関係のある地元の領主であるロジャー・ベーコン卿が反乱を主導した。リトスターは6月14日に郡全体に武装要請の使者を送り始め、散発的に暴動が発生した 。反乱軍は6月17日にノリッジ郊外に集結し、市の防衛担当者であるロバート・サール卿を殺害した。 その後、町の人々が門を開けて反乱軍を迎え入れた。サフォーク伯ウィリアム・ド・アフォードは領地を離れ、変装してロンドンへ逃走した。刑務所が開かれ、フランドル移民が殺害され、裁判所の記録が焼かれ、財産が略奪され、暴動は郡全体に広がった。

#### イングランド北部及び西部
反乱はイングランドの残りの地域、特に伝統的に政治不安の中心であった北部の都市にも波及した。ビバリーの町では、5月に裕福な商人たちと貧しい町民の間で抗争が起こった。月末までに反乱軍が権力を掌握し、彼ら自身による行政府を樹立した。反乱軍はヨーク大司教アレクサンダー・ネヴィルの支持を得ようとし、6月には旧町政府にネヴィルによる仲裁に同意するよう強要した。1382年6月に反乱は鎮圧されたが、緊張は何年にもわたって続いた。
南東部での反乱の噂は中世イングランドの貧弱な通信網によって遅れつつも北に広がった 。6月17日にベリック・アポン・ツイードにいたジョン・オブ・ゴーントに反乱の知らせが届いた。ワット・タイラーが既に殺されたことをまだ知らないジョン・オブ・ゴーントは、ヨークシャーとウェールズの城に警戒態勢を敷いた 。不正確なものを多く含む新たな噂がベリックに届き続け、反乱がイングランドの西と東に広まり、反乱軍がレスターの略奪や公爵自身の命を狙っているという不安が高まった。ゴーントは北のスコットランドに逃れ、反乱が終わるまで南に戻らなかった。
ロンドンからの知らせは6月17日頃にヨークにも届き、ドミニコ会やフランシスコ会などの財産への攻撃がすぐに始まった。暴動はその後数週間続き、7月1日には前市長であるジョン・ド・ギズボーンの指揮下にある武装集団が街に侵入し、支配権を握ろうとした。市長シモン・ド・キクスレーによって暴動は鎮圧へと向かったが、秩序の完全な回復には翌年までかかった.。反乱の知らせがスカーブラに届くと6月23日に支配層に対する暴動が勃発した。地方政府のメンバーは罷免され、収税官の1人はリンチにかけられそうになった。1382年までにこの反乱は鎮圧された。
サマセットのブリッジウォーターの町では、6月19日にトーマス・イングルビーとアダム・ブルッヘが率いる反乱が勃発した。群衆は地元の修道院を攻撃し、特権を放棄して身代金を支払うように強要した。反乱軍はその後、地元の商人で役人であるジョン・シデナムの邸宅を略奪し、書類を燃やした後、地元の男性であるウォルター・バロンを処刑した。イルチェスター刑務所が襲撃され、嫌われていた囚人1人が処刑された。

### 反乱の鎮圧

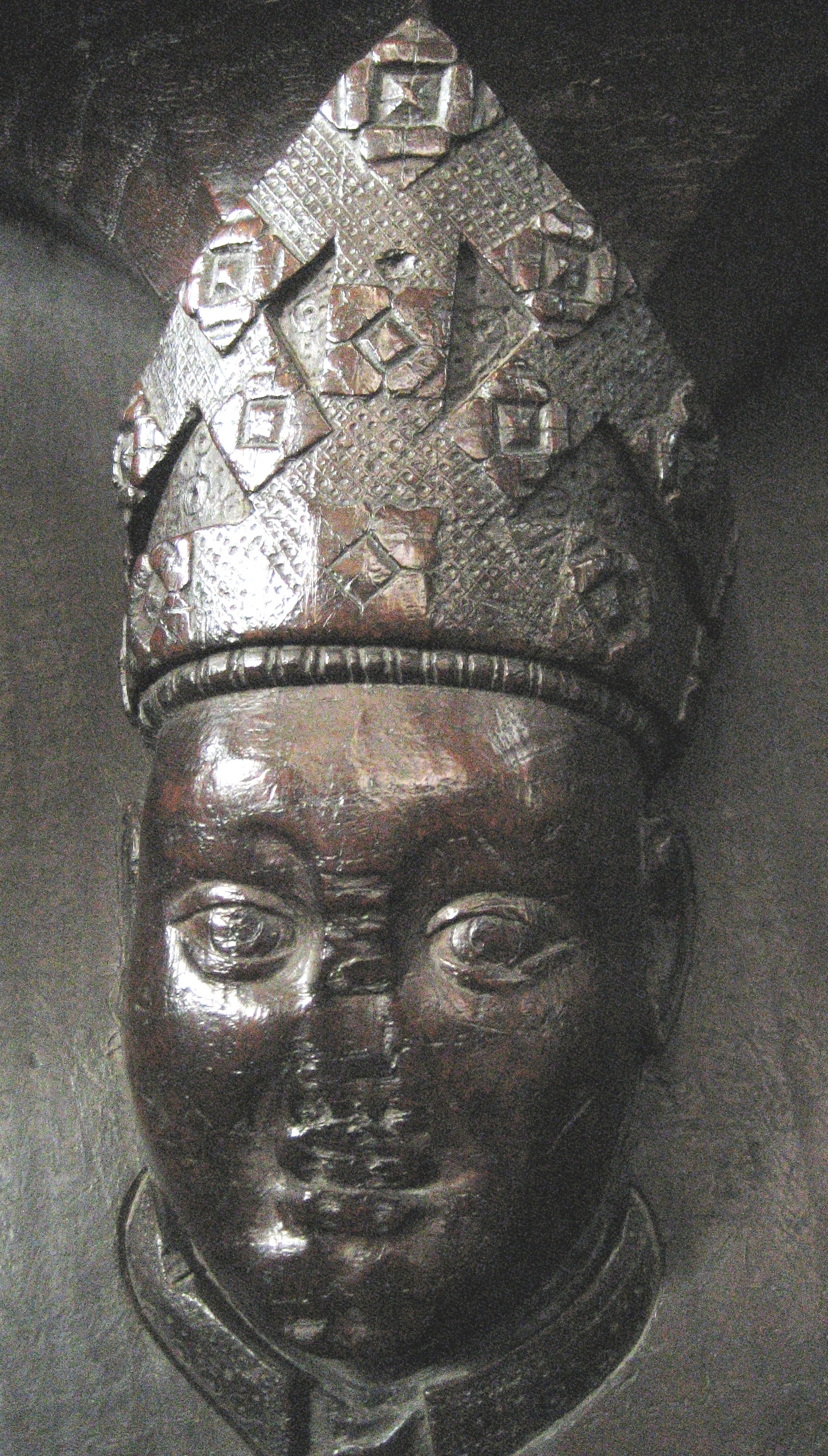
ノーフォークのノース・ウォルシャムの戦いの勝者、ヘンリー・デスペンサーの14世紀の彫刻

6月15日にワット・タイラーを殺害して間もなく、王による反乱鎮圧が始まった。兵士の召喚状が発行され、おそらく約4,000人の男性がロンドンに召集され、すぐに国の他の問題のある地域へと送られた。
イースト・アングリアでの反乱は、ノリッジ司教ヘンリー・デスペンサーによって独力で鎮圧された。リンカンシャーのスタンフォードで反乱を知ったヘンリーは、8人の武装兵と少数の弓兵と共に南に向かいながら兵士を集めた。彼は最初にピーターバラで反乱軍を敗走させ、地元の修道院に逃れた者を含めた捕えた者を処刑した 。その後、ハンティンドンとイーリーを経由して南東に向かい、6月19日にケンブリッジに到着し、さらにノーフォークの反乱軍支配地域に進軍した。ヘンリーは6月24日にノリッジを奪回した後、反乱軍の指導者ジェフリー・リトスターを追跡するために一団を率いて出発した 。両軍は6月25日または26日のノース・ウォルシャムの戦いで激突した。司教の軍隊が勝利し、リトスターは捕らえられて処刑された。ヘンリーの迅速な行動は、イースト・アングリアでの反乱の鎮圧に大きな役割を果たしたが、このように自分の手で反乱を解決することは非常に珍しいことであり、王室の認可なしに反乱軍を処刑することは違法であった。
6月17日、国王は異母兄弟のトーマス・ホランドとトーマス・トリベット卿を小部隊と共にケントに派遣し、メードストンとロチェスターに法廷を設置して秩序を回復させた。サフォーク伯ウィリアム・デ・アフォードは、6月23日に500名の兵士を率いて郡に戻り、速やかに反乱を制圧して、ミルデンホールで法廷を開いて多くの被告人に死刑を宣告した。彼は7月6日にノーフォークに移り、ノリッジ、グレート・ヤーマス、ハッキングで法廷を開いた。ラ・ズーシュ領主のヒューは、ケンブリッジシャーで反乱軍に対する法的手続きを主導した。セント・オールバンズでは、修道院長がウィリアム・グリンデコッベと彼の主要な支持者を逮捕した。
6月20日、国王の叔父であるトマス・オブ・ウッドストックと後任の最高裁判所長官であるロバート・トレシリアンは、イングランド全土で特別任務を与えられた。抵抗が続き、郡がまだ不安定な状態にあったため、トマスはかなりの軍事力に支えられつつエセックスでの訴訟を監督した。リチャード自身もエセックスを訪れ、マイルエンドで国王が与えた許可の確認を求める反乱軍の代表団と会った。リチャードは要求を拒絶し、「rustics you were and rustics you are still. You will remain in bondage, not as before, but incomparably harsher. (お前達は元来田舎者であり、それは今も変わらない。これからは以前のようではなく比類のないほど厳しい束縛を受けることになる）」と伝えたとされている。トレシリアンはすぐにトマスに加わり、チェルムスフォードで31回の処刑を行い、7月にセント・オールバンズに移動して、有罪判決を確実にするために手段を選ばぬ裁判を行った。トーマスは続いて200人の兵士と共にグロスターの反乱の鎮圧に向かった。ノーサンバランド伯ヘンリー・パーシーは、ヨークシャーの秩序を回復する任務を負った。
当時の反逆罪の定義が比較的狭かったため、鎮圧の過程では書物の焼却または家屋の破壊の罪のような、広範囲にわたる法律が適用された。情報提供者による告発が広く行われ、国中に恐怖が広がった。11 月までに、少なくとも1,500 人が戦死または処刑された。反乱で財産を失った人々の多くは法的補償を求めようとし、ジョン・オブ・ゴーントもサヴォイ宮殿を破壊した責任者を捜査した。被告を法廷に出廷させることができず、彼らはほとんどの場合望むような補償を得ることはできなかった。法的補償を求める裁判は1387年まで続いた。
反乱軍の指導者たちは速やかに捕らえられた。ジャック・ストローという名前の反乱軍の指導者がロンドンで捕らえられ、処刑された。ジョン・ボールはコヴェントリーで逮捕され、セント・オールバンズで裁判にかけられて7月15日に処刑された。グリンデコッベもセントオールバンズで裁判にかけられ処刑された。ジョン・ローウェはロンドンで裁判にかけられ、1382年5月6日に絞首刑を宣告された。ロジャー・ベーコン卿はおそらくノーフォークでの最後の戦いの前に逮捕されて裁判にかけられ、ロンドン塔で投獄された後、最終的に国王から恩赦が与えられた。

### その後

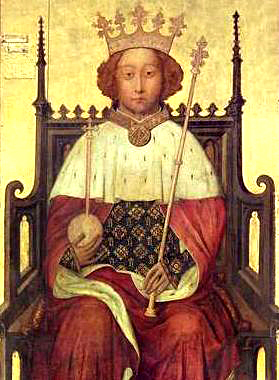
ウェストミンスター寺院所蔵の14世紀後半のリチャード2世の肖像画

王立政府と議会は、反乱の後に通常の政治プロセスを取り戻し始めた。歴史家のマイケル・ポスタンが説明しているように、蜂起は多くの点で最早「過ぎ去ったエピソード」であった。6月30日、国王はイングランドの農奴に元の土地に戻るよう命じ、7月2日に反乱中に強要されて署名した勅許状が正式に取り消された。議会は11月に開かれ、反乱とその後の影響への対応について話し合った。反乱の原因は、王室の役人が過度に強欲で威圧的であり、不正行為を働いたこととされた 。庶民院は既存の労働法の維持には賛成したが、王立評議会の改革を要求し、リチャードはそれを受け入れた。リチャードはまた、正当な手続きなしに反逆者を処刑した人々、忠実であり続けたすべての人々、および反乱を起こしたすべての人々に一般的な恩赦を与えた。ただし、ベリー・セント・エドマンズの人々、国王の顧問の殺害に関与した者、および刑務所から逃走中の者は例外であった。
暴力的な鎮圧を行った一方で、政府と各地の領主は反乱後の治安の回復に比較的慎重であり、数十年にわたって新たな反乱を心配し続けた。裁判所の法的手続きなしに、農民に対する報復を行った領主はほとんどいなかった。その後の地主との交渉において、農民たちは反乱の記憶と暴力の脅威を暗に利用した。
議会は新たな人頭税を課したり、イングランドの財政制度に手を加えたりすることを避けた。1381年の終わりに庶民院は代わりに、大陸に対する軍事行動は「慎重に、しかし大幅に削減」されるべきであると結論付けた。新たな増税ができなくなったため、政府は外交政策と軍事遠征を縮小せざるを得なくなり、和平の選択肢を検討し始めた。農奴制度は1381年以降衰退したが、主に政治的理由よりもむしろ経済的理由によるものであった。農村部の賃金は上昇を続け、領主はますます現金と引き換えに農奴の自由を認めたり、伝統的な所有形態から新しい借地権の取り決めに変えたりした。こうして15世紀にはイングランドでの農奴制が消滅した。

## 反乱の参加者

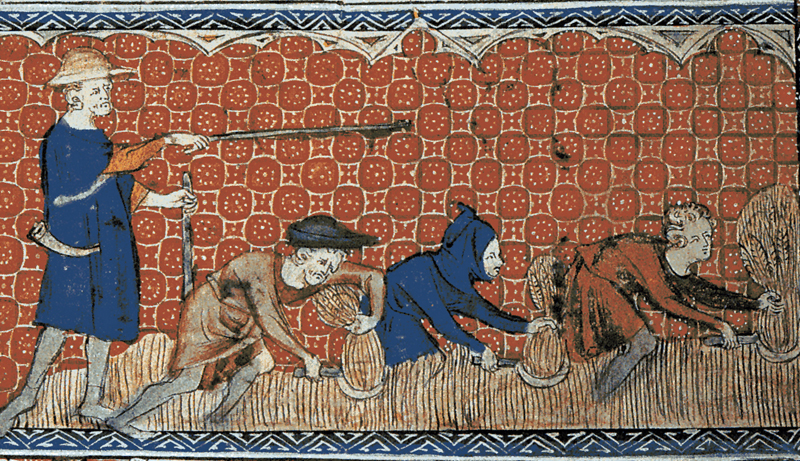
14世紀の農奴を指揮する監督者の田園風景、クィーン・メアリー詩篇より、大英図書館、ロンドン。

多くの年代記では主に反乱の参加者を地方の農奴としており、serviles rustici、servile genus、rusticitas などの広義で軽蔑的なラテン語を用いて描写した。何人かの年代記者はまた、暴走した見習いや職人などの反乱への参加を指摘し、時には彼らを「レッサー・コモンズ」と呼んだ。反乱後の裁判記録では、さまざまな点に偏りはあるものの、一様にはるかに広い共同体の関与を示しており、反乱軍は不自由な農奴だけで構成されていたという以前の認識は、現在では否定されている。
地方の反乱軍はさまざまな背景を持っていたが、歴史家のクリストファー・ダイアーが説明しているように、典型的には、「ジェントリよりもはるかに下にあるが、主に土地と商品を所有していた人々」であり、社会で最も貧しい層は反乱運動では少数派であった。その多くはそれぞれの村や町で権威ある地位に就いており、彼らが反乱の主導権を握っていたようである。歴史家のロドニー・ヒルトンが挙げているように、様々な分野の職人も参加していた。反乱軍は主に男性だったが、女性も少数ながら存在した。この時期のイングランドの識字率は5 パーセントから15 パーセントだけだったため、反乱軍は通常読み書きができなかった。彼らはまた、少なくとも330の南東部の村を含む、幅広い地域コミュニティの出身だった。
都市出身の参加者も多く、ロンドンでの事件に関与した人々の大半はおそらく農民ではなく首都の市民だった。場合によっては、反乱に加わった町民は都市部の貧困層であり、地元の支配層から富を奪おうとしていた。例えばロンドンでは、反乱軍は主に貧しく手に職を持たない人々だったようだ。他の都市の反乱軍は、ヨークのように支配層が主導することが多く、場合によってはベリー・セント・エドマンズのように、町民と農村住民が同盟を組むこともあった。カンタベリーのような他の事例では、黒死病後の村からの人口の流入により、都市部と農村部の区別が意味をなさなくなった。ワット・タイラーの乱が闘争による革命の可能性を示したため、労働力は非常に高価になり、封建制度は最終的に終焉を迎えようとしていた。
反乱の参加者は自分自身で歴史的記録を残せず、他のさまざまな著者によって記録されてきた。残された記録の多くは偏ったものであり、反逆者たちが文盲か、さもなければ支離滅裂な集団だったとしている。無数の著者によってなされたこれらの歪曲のいくつかは、著者自身の立場を補強するために行われたと思われ、後世の歴史家が反逆者のより真実に近い姿を見出すことを困難にしている。作家で中世学者のスティーブン・ジャスティスは、実際、反乱軍が最も発達した段階では儀式、公演、文学作品などの文化的表現も含んだ演説やコミュニケーションが行われていたと例証している 。
ワット・タイラーの乱に関与した人々の大多数は議会の議席を持たず、その意思決定から除外されていた。いくつかのケースでは、ノーフォークのロジャー・ベーコン卿のような比較的裕福な郷紳のメンバーが反乱軍に加わった例もある。そのうちの何人かは後に、強引に反乱に加わることを余儀なくされたと主張した。聖職者も一部が反乱に加わっていた。ジョン・ボールやジョン・ローウェなどの著名な指導者の他に、南東部での反乱の記録には20人近くが言及されている.。地元の不満を代弁している者、不利な立場にあり貧困に苦しんでいる者、強い急進的な信念に動機付けられた者と背景は様々である。
反乱への支持と参加を呼びかけるために全国に送られた手紙で、反乱に関与した人々の多くは、偽名を使用した。それらは、個人の特定を避けるためと、一般的な価値観や物語を利用するためであった。ポピュラーな偽名の1つは、ウィリアム・ラングランドの詩の主人公から取ったピアズ・プラウマン (Piers Plowman) である.。ジャックも反乱軍の偽名として広く使われており、数十年前のフランスのジャックリーの乱にちなんだのではないかと示唆されている。

## 後世での受容

### 歴史学的側面

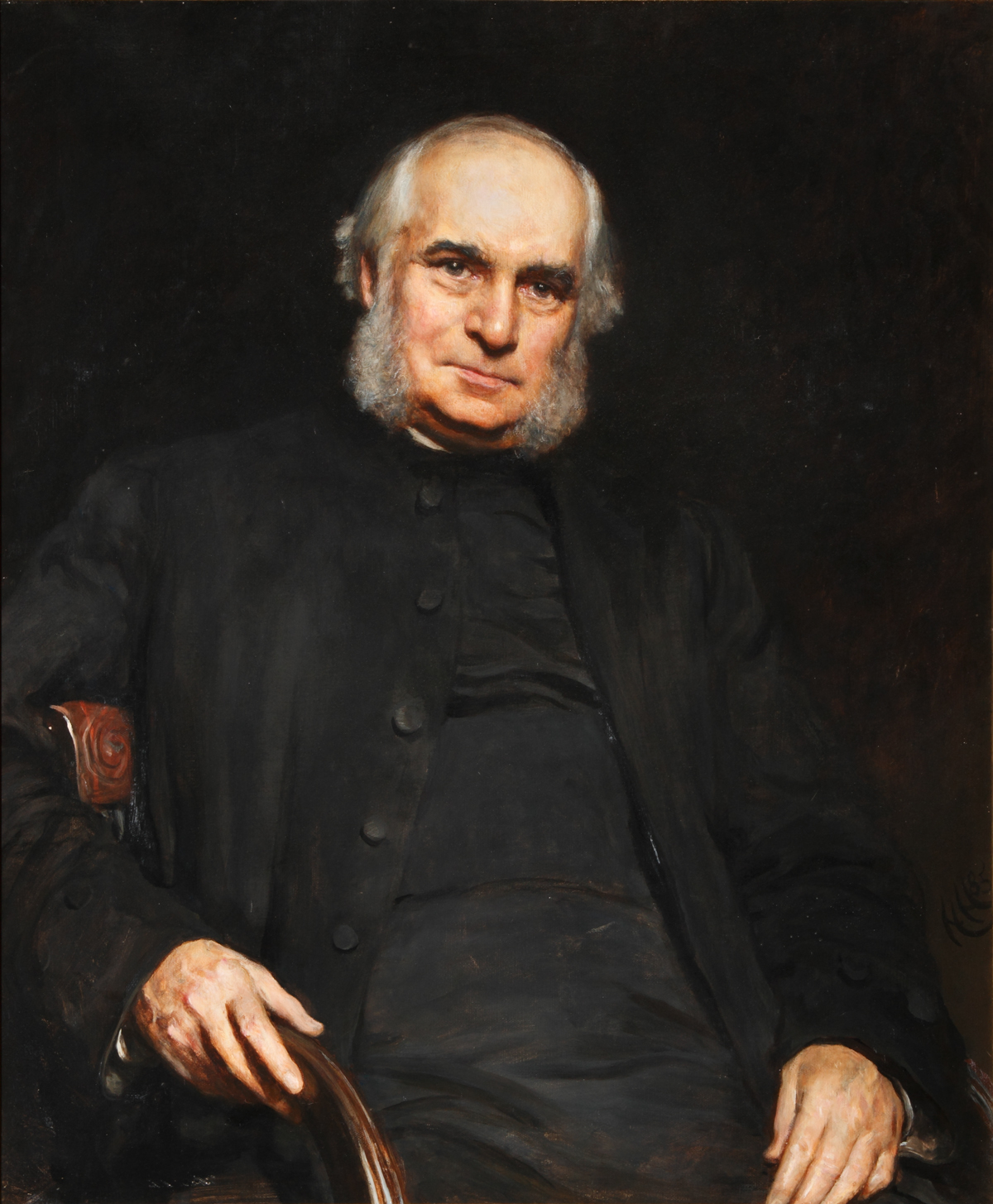
反乱を「イングランドの歴史全体で最も重大な出来事の1つ」と見なした歴史家のウィリアム・スタッブスの肖像画、フーベルト・フォン・ヘルコマー画

ワット・タイラーの乱について記した当時の年代記は、歴史家にとって重要な情報源である。年代記者は反乱軍に偏見を持っており、歴史家のスーザン・クレインの言葉を借りれば、典型的には反乱軍を「獣、怪物、または見当違いの愚か者」として描いた。ロンドンの年代記者はまた、反乱に一般のロンドン市民が加担した事実を認めようとせず、完全に南東部の田舎の農民に責任を負わせることを好んだ。その中で匿名のAnonimale Chronicle は重要な説明を残しており、その著者は王宮の一員であり、ロンドンでの多くの事件の目撃者であったと思われる。年代記者のトーマス・ウォルシンガムは反乱の大部分に立ち会ったが、彼の記述は社会不安の恐怖に焦点を当てており、反乱軍に対して強い偏見を持っていた。反乱については、年代記の著者であるジャン・フロワサールによってフランスでも記録された。彼は反乱に近い適切な情報源を持っていたが、知られている事実を劇的な物語として脚色する傾向があった。反乱軍に肩入れする立場からの記録は残っていない。
長きにわたり反乱について年代記者と歴史家は圧倒的に否定的な態度だったが、18世紀に農奴制の否定が確立し、フランス革命に関連した急進主義の余波を受けて状況が変わり始めた。19世紀の終わりには、当時の労働運動と社会主義運動の高まりによってワット・タイラーの乱に対する歴史的関心が急増した。チャールズ・オマーン、エドガー・パウエル、アンドレ・レヴィル、ジョージ・マコーリー・トレヴェリアンらの著作は、反乱への解釈の方向性を確立した。1907年までに年代記者の記録がすべて印刷物として広く入手できるようになり、事件に関する主要な公的記録が特定された。レヴィルは、反乱に関わった容疑者に対する法的起訴状を研究の新しい情報源として使用し始め、次の世紀にわたって、イングランド南東部に散在する情報源を使用して、各地の反乱の経済的および社会的歴史に関する広範な調査が行われた。
反乱の解釈は長年にわたって変化してきた。 ジョン・スミスなどの17世紀の歴史家は、反乱がイングランドにおける不自由な労働と農奴制の終焉に繋がったという考えを確立した。やソロルド・ロジャースなどの19世紀の歴史家はこの結論を補強し、スタッブスはそれを「イングランドの歴史全体で最も重大な出来事の1つ」と表現した。20世紀になると、メイ・マッキザック、マイケル・ポスタン、リチャード・ドブソンなどの歴史家によって、この解釈に異議が唱えられるようになり、反乱のイングランドへの政治的経済的影響の大きさを修正した。20世紀半ばのマルクス主義の歴史家は反乱の原因に関心を向け、一般的に同情的であり、当時のヨーロッパ全域での農民の反乱というより広い文脈に反対する1973 年のヒルトンのワット・タイラーの乱への説明でそれらは最高潮に達した.。ワット・タイラーの乱は他のどの中世の反乱よりも学術的な注目を集めており、この研究は学際的であり、歴史家、文学者らが国際協力して行われている。

### 文化的側面

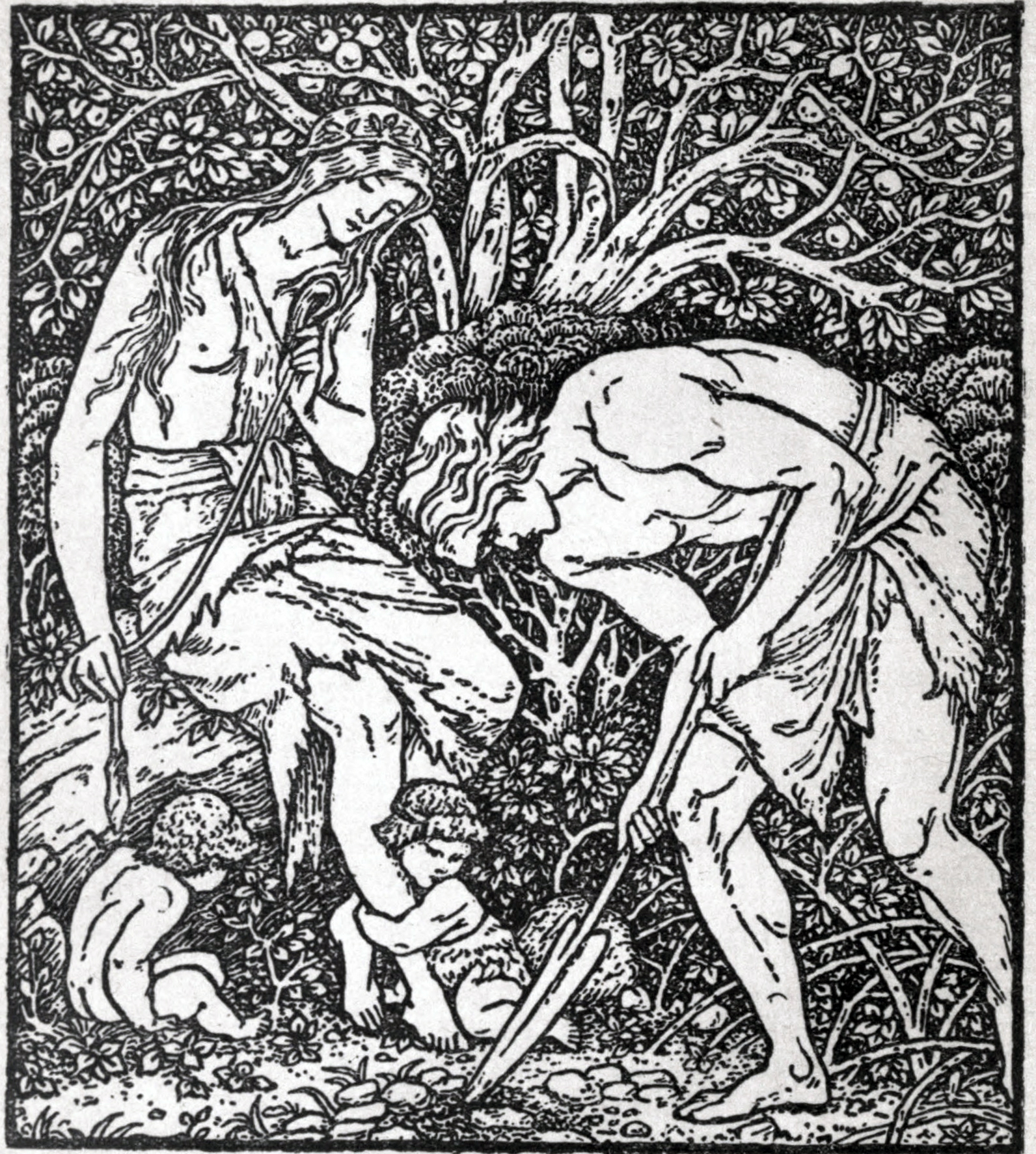
ウィリアム・モリスの『ジョン・ボールの夢』（1888年）のタイトルページの挿絵、エドワード・バーン＝ジョーンズ作

ワット・タイラーの乱は文学的題材としても広く用いられた。反乱の鎮圧に関与した当局者と密接な関係を持っていた詩人ジョン・ガワーは、反乱後彼の有名な詩『Vox Clamantis』を修正し、反逆者を非難する章を挿入し、彼らを野生動物に例えた。アルドゲイト在住で反乱の間もロンドンにいた可能性があるジェフリー・チョーサーは、カンタベリー物語の尼院侍僧の話の部分で、反乱におけるフランドル移民の殺害をガワーの詩のパロディという形で、より広い混乱のメタファーとして使用した。反乱軍によって広く使われていた詩「農夫ピアズの幻想」の作者であるウィリアム・ラングランドは、反乱の後に彼らの大義から距離を置くために、その文章にさまざまな変更を加えた。
反乱は、16世紀後半の戯曲『ジャック・ストローの生と死』の題材となった。この戯曲はおそらくジョージ・ピールによる作品であり、おそらく当初は市のギルドの野外劇で上演するためのものである。それはジャック・ストローをジョン・ボールによって不法な反乱に導かれた悲劇的な人物として描いており、当時のエリザベス朝後期と14世紀の間のイングランドの不安定さの政治的つながりを明確にしている。反乱の記述は17世紀のイングランド内戦中のパンフレットで使用され、ジョン・クリーブランドの初期の戦争史の一部を形成した。それは18世紀の政治演説における警句として展開され、「ワット・タイラーとジャック・ストローの歴史」と題されたチャップ・ブックは、ジャコバイト蜂起とアメリカ独立戦争の間に人気を博した 。歴史家のジェームズ・クロスリーは、フランス革命後、ワット・タイラーの乱は特に急進派や革命家の間でより肯定的に見られたと主張している。トマス・ペインとエドマンド・バークは、反乱から得られる教訓について議論し、ペインは反乱軍に同情を示し、バークは暴力を非難した。ロマン主義の詩人ロバート・サウジーは、反乱を題材として1794年の戯曲「ワット・タイラー」を書き、急進的で反逆者の視点を取り入れている。
歴史家のマイケル・ポスタンが説明しているように、反乱は「社会発展のランドマークとして、また、抑圧に対する労働者階級の反乱の典型的な例として」有名になり、19世紀と20世紀の社会主義文学で広く使われた。ウィリアム・モリスは、チョーサーに基づいて1888年に出版された彼の小説「ジョン・ボールの夢」で、19世紀の人物が夢の中で14世紀の反乱の渦中に迷い込んだという体裁で、農民の大義に同情を寄せるナレーターを登場させた。物語は、社会主義の理想がいつか実現するという予言で終わる.。モリスは空想的社会主義小説News from Nowhereでも反乱に言及した。フローレンス・コンバースは、1903 年に彼女の小説「ロング・ウィル」で反乱を引用した。20世紀後半の社会主義者は、1980年代のイギリスでのコミュニティ・チャージの導入をめぐる議論に代表されるように、反乱と現代の政治闘争との間の類似点を指摘し続けている。